# Marieborg
För andra betydelser, se Marieborg (olika betydelser).

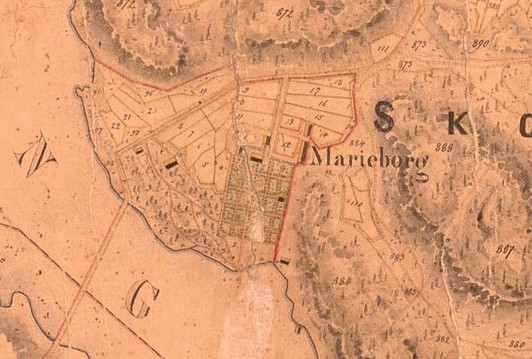
Marieborg på en karta från 1850.

Marieborg är ett historiskt område intill sjön Magelungen i Farsta strand, södra Stockholm. Idag finns där “Villa Marieborg” som ligger mitt i ett 1960-tals radhusområde vid Rådagatan.
Villans föregångare var ursprungligen torpet Aspviken från 1712. Detta ombyggdes till en villa senast 1774 av kommerserådet Paul Prinzell, med hustrun Maria Tottie, dotter till ägaren till Farsta gård och namnändrades samtidigt till Marieborg efter hustruns (och svärmoderns) namn.År 1901 köptes Marieborg av industriidkaren Ernst Gäbel på Liljeholmen. Han lät uppföra nuvarande byggnad 1902 som en av många villor som byggdes vid samma tid i Södertörns villastad. Ursprungsarkitekten är okänd, men en ombyggnad år 1927 genomfördes efter ritningar av Hakon Ahlberg. Byggnaden har bevarat mycket av sin ursprungliga karaktär. Idag finns förskolan ”Magelungarna” i huset samt en ateljéförening. 
Området mellan huset och sjön är idag en öppen äng, vilken på kartor från 1850-talet och framåt visar en stor trädgårdsanläggning. Nere vid vattnet låg en sjöbod som idag nyttjas av Marieborgs båtklubb. Tidigare nyttjades den även av Magelungens fiskevårdsförening. Sjöboden uppfördes till hälften av tegel och till hälften av trä. Det var då ett rökeri för fisken som fångades i sjön. Ankarslut från både mitten av 1700- och 1800-talen tyder på att byggnaden kan vara samtida med villan från 1770-talet och vara reparerad på mitten av 1800-talet. På ett fotografi från 1900-talets början syns att tegelbyggnaden var ursprungligen högre och smalare än träbyggnaden.

## Bilder

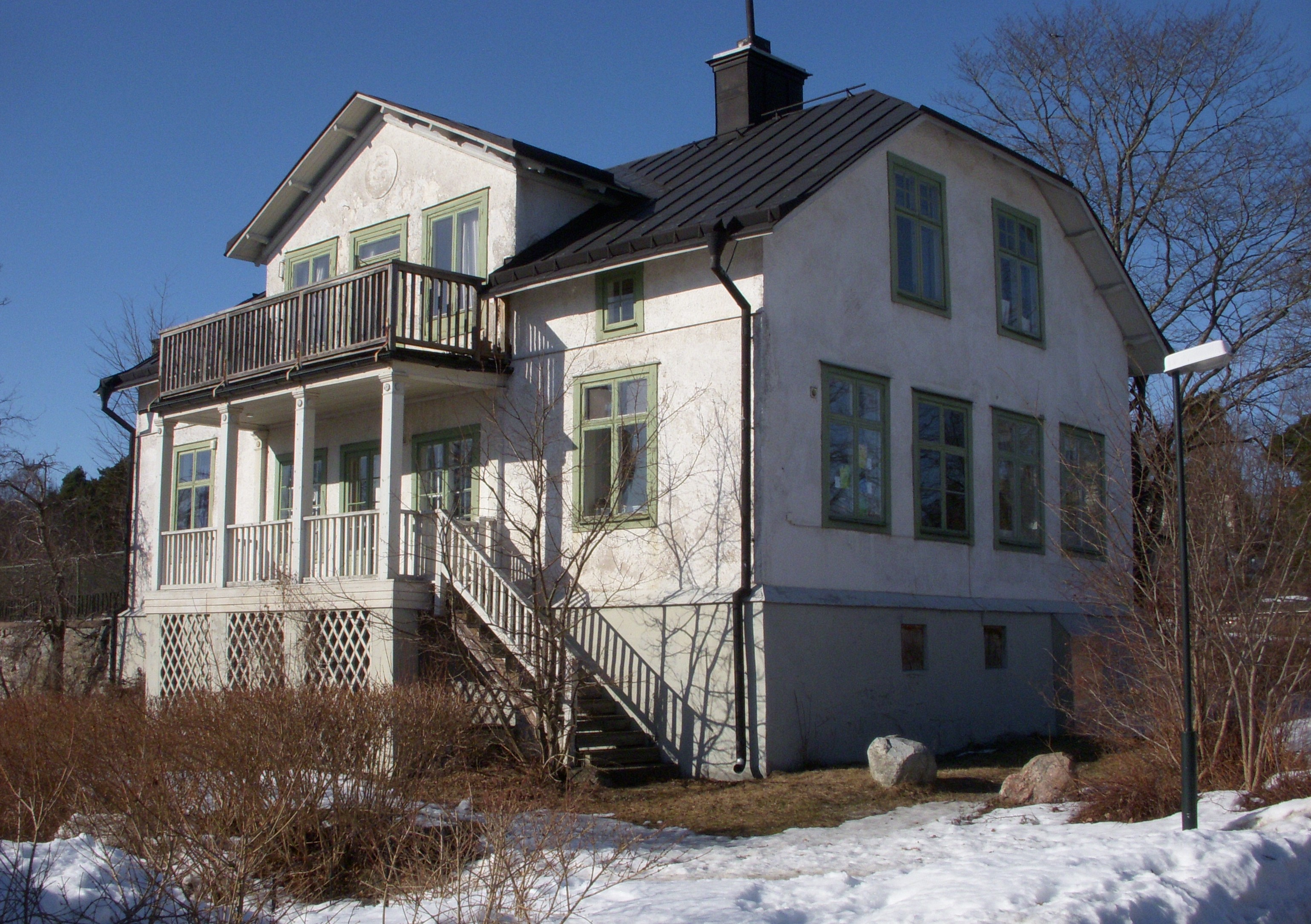
Villa Marieborg mars 2011
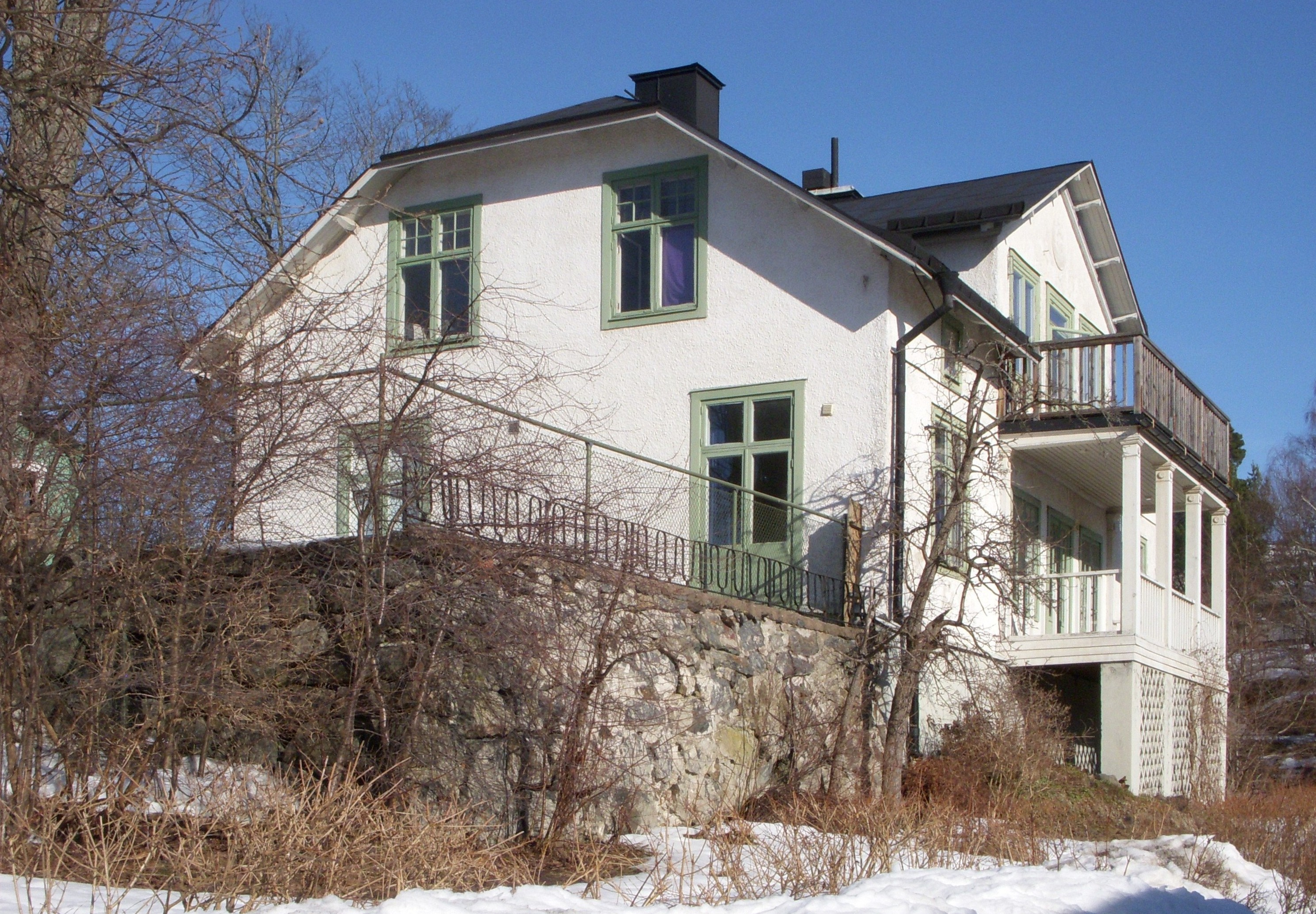
Villa Marieborg mars 2011
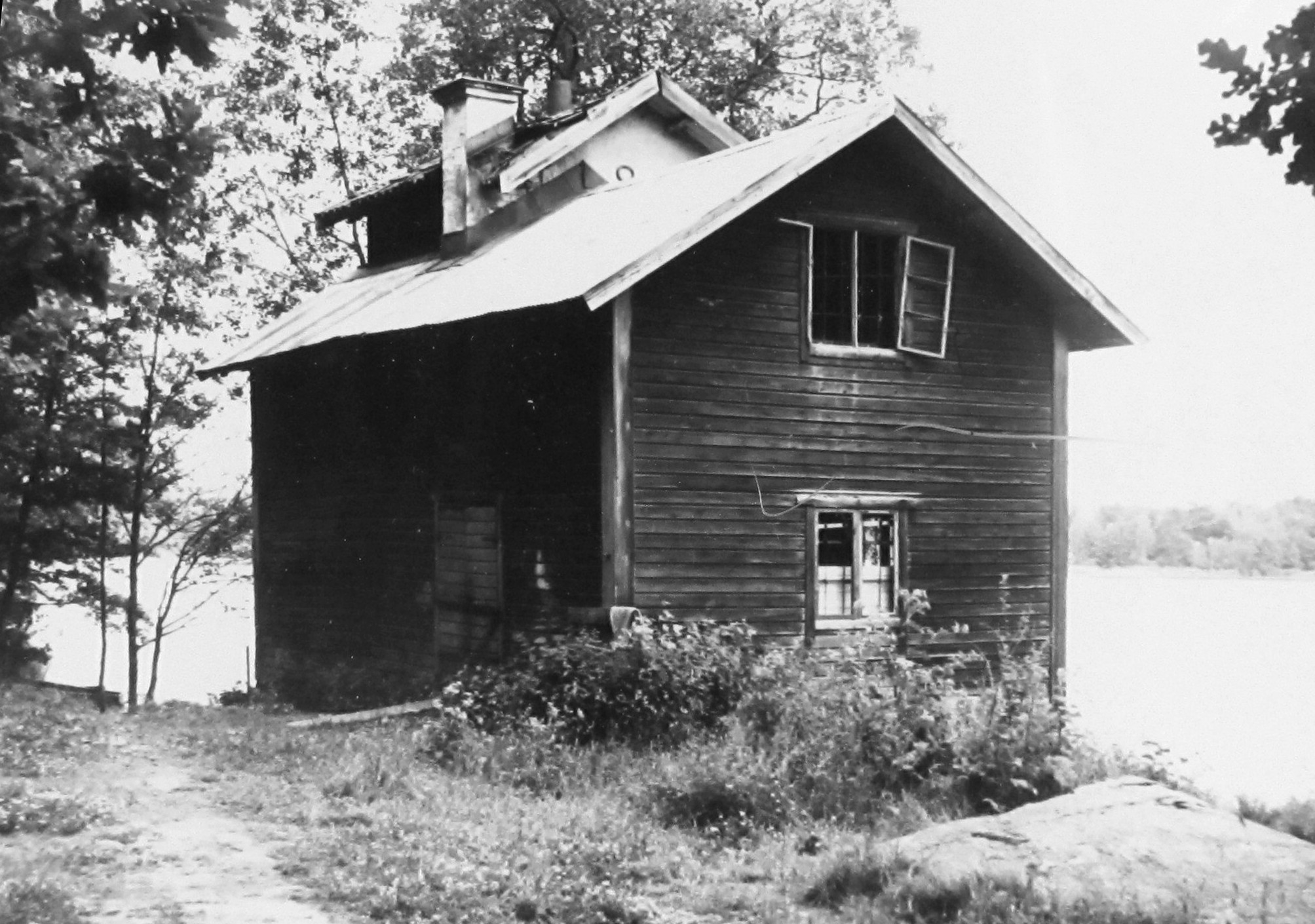
Marieborgs sjöbod tidigt 1900-tal
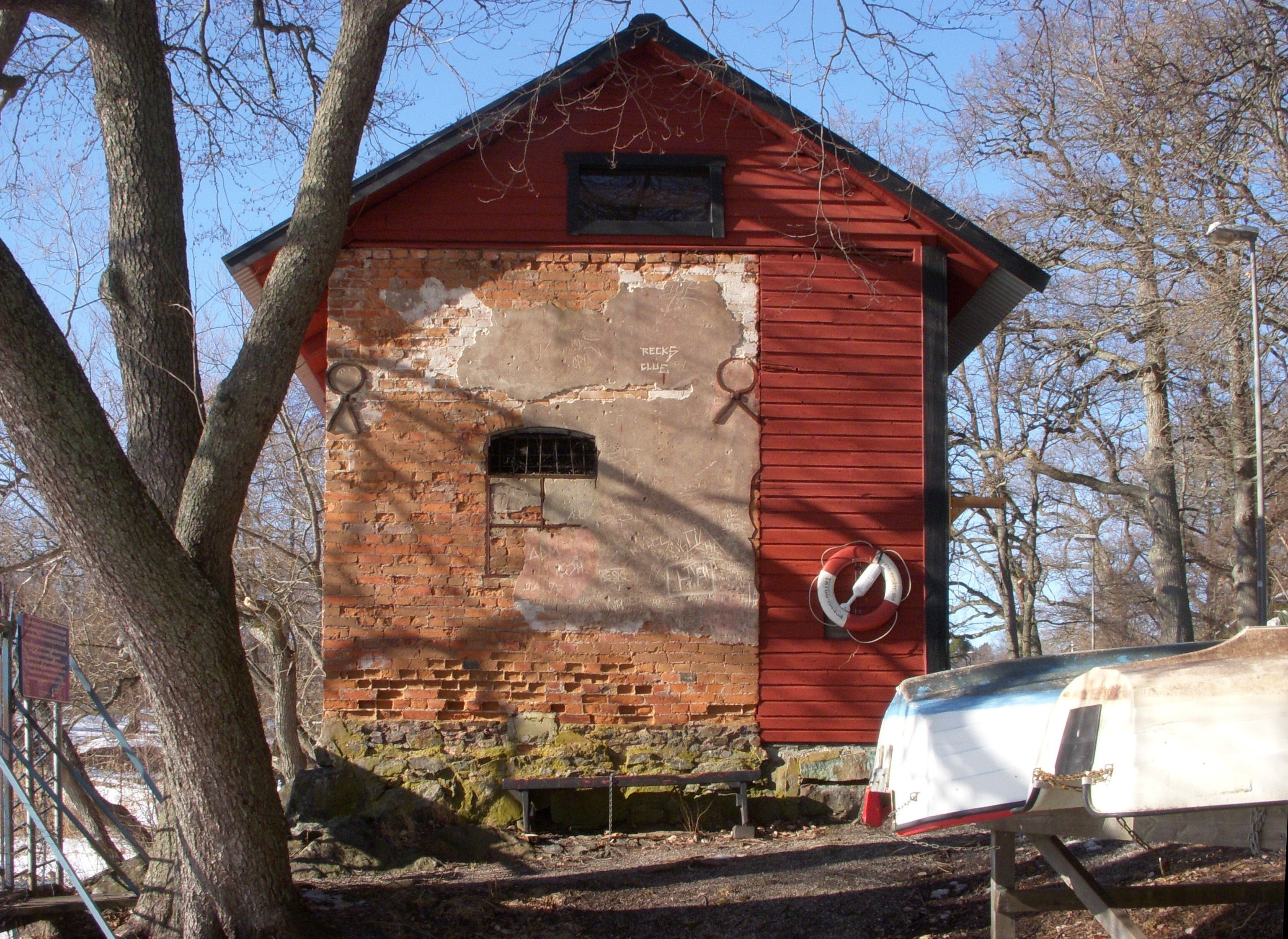
Marieborgs båtklubb mars 2011